# ミイヴルスとヴンヴロト
ミイヴルス(Miivls)とヴンヴロト(Vn’vlot)は、クトゥルフ神話に登場する架空の神性。
かつて地球に陸地が只一つしか存在しなかった頃、ゴンドワナ大陸南端の領地を巡って争った二柱の旧支配者である。
今は、共にオリオン大星雲の中に幽閉されている。

## ミイヴルス
別名「黒の狂気」。
姿や能力、カルト等については不明。

## ヴンヴロト
別名「光の虐殺」。
姿や能力、カルト等については不明。